# Możliwe wyniki w krykiecie
O wyniku meczu krykietowego decyduje liczba punktów (ang. runs) zdobytych przez każdą z drużyn w całym meczu (w jednym lub dwóch inningsach, w zależności od długości meczu). Może nim być zwycięstwo jednej z drużyn (ang. win), remis (ang. tie) lub brak rozstrzygnięcia (ang. draw), gdy mecz nie zakończy się w czasie na niego przeznaczonym (np. pięć dni w przypadku testów). Ta ostatnia sytuacja jest jedną z unikatowych zasad krykieta i powoduje to, że drużyna, aby wygrać, musi nie tylko zdobyć więcej punktów od rywala, ale jeszcze wyeliminować w wyznaczonym czasie wszystkich jego zawodników, choćby dużo słabiej punktujących.

## Zapis wyników w krykiecie
Pierwsza pozycja zapisu oznacza liczbę zdobytych runów (punktów potrzebnych do wygranej), a druga to liczba straconych wicketów (wyeliminowanych graczy), która jest jedynie orientacyjna i nie decyduje o wyniku zawodów. Jeżeli druga liczba jest pominięta, oznacza to, iż strona odbijająca straciła wszystkie 10 wicketów. W tym przypadku często przy liczbie runów umieszcza się też adnotację all out, czyli „wszyscy wyeliminowani”.
```
Anglia 147/6
Australia 138 (lub 138 all out)

Indie 124/0
Pakistan 126/9

```

Na powyższych przykładach zwycięzcami meczów byli Anglia (147 do 138) i Pakistan (126 do 124). 
Często obok liczby runów i straconych wicketów dodaje się także liczbę overów, jaką drużyna rozegrała, by osiągnąć swój wynik. Jeśli drużyna zakończyła innings pełnym overem (over to 6 piłek), zapisuje się je pełną liczbą - 48 ov. Jeśli rozegrany innings nie zawierał pełnej liczby overów, ale np. 43 overy i 2 piłki w 44. overze, do zapisu używa się kropki: 43.2 ov.
```
Anglia 147/6 (20 ov)
Australia 138 all out (18.5 ov)

Indie 124/0 (20 ov)
Pakistan 126/9 (14.1 ov)

```

## Mecze jednodniowe
W meczach jednodniowych i Twenty20 w nawiasach podaje się także liczbę overów które wykorzystała drużyna odbijająca. W normalnych warunkach mecz wygrywa ta, która zdobyła więcej runów, liczba straconych wicketów nie jest istotna.
Na przykład w czasie Mistrzostw Świata w Krykiecie 2007 w meczu Sri Lanki z Indiami Zachodnimi odbijająca jako pierwsza Sri Lanka zdobyła 303 runy, tracąc przy tym pięć wicketów i odbijając przez wszystkie 50 overów – 303/5 (50 ov). Odbijająca jako druga w tym meczu reprezentacja Indii Zachodnich zdobyła 190 runów, tracąc przy tym wszystkich 10 wicketów, to wszystko w trakcie niecałych 45 overów – 190 (44.3 ov). Mecz wygrała Sri Lanka różnicą 113 runów.
Typowy zapis wyniku używany w mediach:
```
Sri Lanka 303/5 (50/50 ov)
Indie Zachodnie 190 (44.3/50 ov)

Sri Lanka wygrała różnicą 113 punktów

```

Inny przykład – w meczu pomiędzy Australią a Bangladeszem odbijała jako pierwsza drużyna Bangladeszu i zdobyła 104 runy przy stracie 6 wicketów. Z powodu deszczu mecz został skrócony z 50 overów na każdy innings do 22 overów. Zapis wyniku Bangladeszu to: 104/6 (22/22 ov). Odbijająca jako druga Australia zdobyła 106 runów w ciągu zaledwie 13,5 z przydzielonych jej 22 overów, nie tracąc przy tym żadnego wicketa. Zapis wyniku Australii to 106/0 (13,5/22 ov). Australia wygrała 10 wicketami.
```
Bangladesz 104/6 (22/22 ov)
Australia 106/0 (13.5/22 ov)

Australia wygrała 10 wicketami

```

Jeżeli zatem wygrywa drużyna, która odbija jako pierwsza, odnosi ona zwycięstwo pewną liczbą punktów (ang. by XX runs). Jeżeli wygrywa drużyna odbijająca jako druga, jest to zwycięstwo XX wicketami (ang. by XX wickets), przy czym w tym przypadku XX równa się 10 pomniejszone o liczbę straconych przez zwycięską ekipę wicketów (wyautowanych graczy) w momencie zakończenia meczu.

## Mecze składające się z dwóchinningsów
W meczach składających się z dwóch inningsów (mecze testowe, pierwszej klasy, ligowe) nie podaje się zazwyczaj ilości overów, przez które obie drużyny odbijały piłkę.
Wyniki na ogół podaje się zazwyczaj w następującej postaci – wynik pierwszego i drugiego inningsu drużyny odbijającej jako pierwsza, a następnie wynik pierwszego i drugiego inningsu drużyny odbijającej jako druga. W meczu zwycięża drużyna, której suma runów zdobytych w obydwu inningsach jest wyższa. Jeżeli dany mecz kończy się zwycięstwem jednej z drużyn, o takim meczu mówi się, że "osiągnięto wynik". Często zdarzają się mecze nierozstrzygnięte (ang. draw), w których nie osiągnięto rozstrzygającego wyniku.  Najrzadszym przypadkiem jest remis (ang. tie) w którym obie strony zdobywają tyle samo runów.

### Mecze rozstrzygnięte
W I teście w Brisbane w czasie serii Ashes 2006/07 pomiędzy Australią a Anglią reprezentacja Australii odbijała jako pierwsza i zdobyła 602 runy w pierwszym inningsie, odbijająca następnie Anglia zdobyła 157 runów. Kapitan drużyny australijskiej, Ricky Ponting, nie skorzystał z prawa follow on i zdecydował się odbijać ponownie – Australia zdobyła 202 runy, tracąc przy tym jeden wicket, po czym Ponting zdecydował "zadeklarować". Odbijająca jako ostatnia Anglia miała cel 648 runów, aby wygrać ten mecz (suma dwóch inningsów Australii minus pierwszy innings Anglii plus 1). W rzeczywistości Australia zbiła 10 wicketów Anglii, pozwalając przeciwnikom zdobyć 370 runów.
```
Australia 602/9d i 202/1d
Anglia 157 i 370

Australia wygrała różnicą 277 punktów

```

W drugim teście serii Ashes 2006/07 Anglia odbijała jako pierwsza i zdobyła 551 runów, tracąc przy tym 6 wicketów. W tym momencie kapitan Anglii "Freddie" Flintoff zakończył pierwszy innings deklaracją. Odbijająca jako druga Australia zdobyła 513 runów. W drugim inningsie drużyna Anglii straciła wszystkie 10 wicketów zdobywając przy tym 129 runów. Aby wygrać mecz, Australia musiała zdobyć 168 runów. Australijczycy dokonali tego, tracąc 4 z 10 wicketów.
```
Anglia 551/6d i 129
Australia 513 i 168/4

Australia wygrała 6 wicketami

```

W czwartym teście serii Ashes 2006/07 Anglia odbijała jako pierwsza i zdobyła 159 runów. Odbijająca jako druga Australia zdobyła 419 runów. W drugim inningsie Anglia ponownie zagrała raczej słabo i zdobyła tylko 161 runów. Ponieważ łącznie w swoich dwóch inningsach Anglia zdobyła mniej runów niż Australia w jednym inningsie, drużyna australijska nie musiała odbijać ponownie.
```
Anglia 159 i 161
Australia 419

Australia wygrała różnicą inningsa i 99 punktów

```

### Mecze nierozstrzygnięte
W trzecim teście serii Ashes 2005 Anglia odbijała jako pierwsza i zdobyła 444 runy, odbijająca jako druga Australia zdobyła 302 runy. W drugim inningsie Anglia zdobyła 280 runów i aby wygrać ten mecz, Australia musiałaby zdobyć 423 runy. Jednak z powodu przede wszystkim złej pogody i deszczu w momencie zakończenia gry w piątym dniu meczu Australia miała na koncie 371 runów i straciła 9 wicketów.  Australii do zwycięstwa zabrakło 52 runy, a Anglia aby zwyciężyć potrzebowała zdobycia jeszcze jednego wicketa.
```
Anglia 444 i 280/6d
Australia 302 i 371/9

Mecz nierozstrzygnięty

```

### Mecze remisowe
Remis to najrzadszy wynik w meczach krykieta. Na poziomie międzynarodowym, w ponad 1800 meczach testowych rozegranych od 1876 zdarzyły się tylko dwa takie wypadki. Aby taka sytuacja mogła zajść obie drużyny muszą zdobyć łącznie taką samą liczbę runów i w momencie kiedy druga drużyna wyrównuje zapis pierwszej musi ona stracić ostatni wicket.
Trochę częściej, choć także rzadko, pada remis w meczach jednodniowych (ODI). Od 1971 roku do końca 2011 rozegrano 3 224 takie mecze, w których zanotowano 25 wyników remisowych.
```
Australia 574/7d i 170/5d
India 397 i 347

Remis

```